# Leibniz-Institut für Arterioskleroseforschung
Das Leibniz-Institut für Arterioskleroseforschung an der Universität Münster e. V. (abgekürzt: LIFA) war ein Forschungsinstitut in Münster, das als An-Institut der Westfälischen Wilhelms-Universität angegliedert war.

## Wissenschaftlicher Schwerpunkt
Das Institut erforschte die Entstehung, Verhütung und Behandlung der Arteriosklerose und förderte deren Prävention und Therapie. Hierbei wurde klinische Ursachenforschung an Patienten mit interdisziplinärer Grundlagenforschung verknüpft; auch Aspekte der epidemiologischen Forschung und der Gesundheitsvorsorge sollten weiter entwickelt werden. Das LIFA war ein Institut der Leibniz-Gemeinschaft (vollständig: Wissenschaftsgemeinschaft Gottfried Wilhelm Leibniz). Auf das LIFA geht die Entwicklung des PROCAM-Scores zurück, einem Punktwert-Score zur Errechnung des kardiovaskulären Risikos anhand von verschiedenen Biowerten.

## Geschichte
Im Jahr 1999 empfahl der Wissenschaftsrat die Aufnahme des Instituts für Arterioskleroseforschung an der Universität Münster in die Bund-Länder-Förderung. 2005 erfolgte die Aufnahme in die Leibniz-Gemeinschaft. Nach der Emeritierung des Geschäftsführenden Direktors Professor Assmann sahen sich seine Nachfolger wegen anderer Forschungsinteressen nicht in der Lage, die epidemiologische PROCAM-Forschung fortzuführen und im Institut erfolgte eine inhaltliche Umstrukturierung. Die Leibniz-Gemeinschaft sah infolgedessen keine wissenschaftlich oder organisatorisch akzeptable Entwicklung des Instituts und sah von einem Weiterbetrieb der Einrichtung ab.
Im Zuge der Evaluierungen wurde zudem der Verdacht erhoben, dass noch vor 2010 von Professor Assmann eingeworbene Drittmittel auf Basis eines Kooperationsvertrages zwischen der Gesellschaft für Arterioskleroseforschung e.V. Münster und der Assmann-Stiftung für Prävention unter Zustimmung der Westfälischen Wilhelms-Universität und des Universitätsklinikums Münster nicht in die Institutstätigkeit, sondern in die Assmann-Stiftung für Prävention geflossen seien. Hierzu bestand ein staatsanwaltliches Ermittlungsverfahren wegen Untreue gegen den früheren Institutsleiter, welches am 11. November 2010 eingestellt wurde.
Am 30. Juni 2014 wurde das Institut geschlossen.